# ظريف بن محمد بن عبد العزيز
أَبُو الحَسَنِ ظَرِيفُ بن مُحَمَّدِ بنِ عَبْدِ العَزِيْزِ بنِ أَحْمَدَ بنِ شَاذَانَ الحِيْرِيّ، النَّيْسَابُوْرِيّ أحدُ رواة الحديث.

## سيرته
هو ظريف بن محمد بن عبد العزيز بن أحمد بن أحمد بن محمد بن أحمد بن محمد بن شاذان، يُكنى بأبي الحسن. قدم بغداد للحج، وحدث، تُوفي في ذي القعدة، سنة سبع عشرة وخمس مائة، بنيسابور، وله ثمان وثمانون سنة.

## روايته للحديث النبوي
- سمع: أباه، وأبا حفص بن مسرور، وأبا عثمان الصابوني، وأبا عامر الحسن بن محمد، وأبا مسعود أحمد بن محمد البجلي، وأبا سعد الطبيب.[1]
- حدث عنه: أبو شجاع البسطامي، وأبو المعمر الأزجي، وأبو طاهر السلفي، وشهدة الكاتبة، وعبد المنعم بن الفراوي، وأبو الحسن بن الخل، وآخرون.[1]
- الجرح والتعديل: قال أبو سعد السمعاني: «ثقة مأمون».[2]